# Temeskövesd

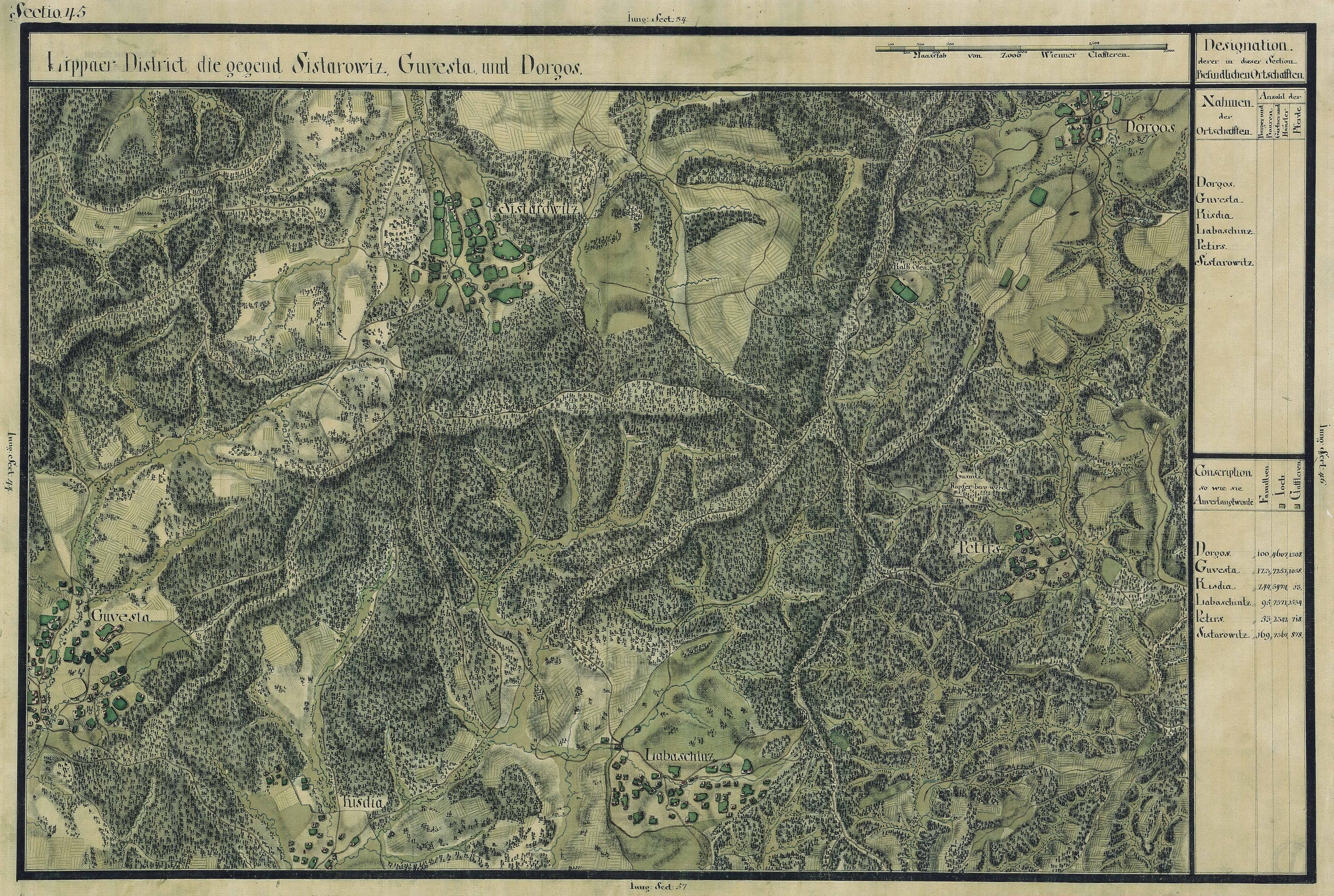
Temeskövesd egy 1700-as évekből való térképen

Temeskövesd (Cuveșdia) település Romániában, a Partiumban, Arad megyében.

## Fekvése
Lippától délre, Sistaróc és Aga közt fekvő település.

## Története
Temeskövesd a középkorban Arad vármegyéhez tartozott, és ekkor az oklevelekben Alsó-Kövesd néven volt említve. 1440-ben a solymosi vár tartozéka volt, majd 1483-ban a Garai család tagjai a Bánffiaknak adták el. 1487-ben már két részből álló település volt: Alsó- és Felső-Kövesd néven. Alsókövesd a mai község helyén feküdt, míg Felsőkövesd 5 kilométerrel északabbra.
1717-ben a kincstári jegyzékben neve Gorni-Kuvesd és Dolna-Kuvesd elszlávosodott alakban volt feljegyezve. 1723-1725 között a gróf Mercy térképén Kuvesda, az 1761-es hivatalos térképen pedig Guvesta néven a lippai kerületben szerepelt, majd 1779-ben Temes vármegyéhez csatolták.
Mai lakossága a 15. század közepén telepedett le a faluba. A 17. században a két község lakosai a mai Temeskövesden éltek. 1818-ban a település nevét Guvesdia alakban említették az oklevelek. Birtokosa 1848-ig a kamara volt. 1848-tól 1850-ig báró Sztojánovits János volt itt a birtok kincstári bérlője.
1910-ben 1437 lakosából 1409 román, 17 német, 8 magyar volt. Ebből 1410 görögkeleti ortodox, 19 római katolikus volt.
A trianoni békeszerződés előtt Temes vármegye Lippai járásához tartozott.

## Nevezetességek
- Görög keleti temploma 1832-ben épült.